# La Poly Normande 2024
La Poly Normande 2024, quarantaquattresima edizione della corsa, valida come evento dell'UCI Europe Tour 2024 categoria 1.1 e come quattordicesima prova della Coppa di Francia 2024, si svolse l'11 agosto 2024 su un percorso di 168,9 km, con partenza da Avranches e arrivo a Saint-Martin-de-Landelles, in Francia. La vittoria fu appannaggio del francese Paul Lapeira, il quale completò il percorso in 3h56'04", alla media di 42,929 km/h, precedendo l'olandese Pascal Eenkhoorn e il connazionale Brieuc Rolland.
Sul traguardo di Saint-Martin-de-Landelles 50 ciclisti, dei 94 partiti da Avranches, portarono a termine la competizione.

## Squadre e corridori partecipanti
| N.    | Cod. | Squadra                    |
| ----- | ---- | -------------------------- |
| 1-7   | LTD  | Lotto Dstny                |
| 11-17 | DAT  | Decathlon AG2R La Mondiale |
| 21-27 | GFC  | Groupama-FDJ               |
| 31-37 | ARK  | Arkéa-B&B Hotels           |
| 41-47 | COF  | Cofidis                    |
| 51-57 | TEN  | TotalEnergies              |
| 61-67 | AUB  | St Michel-Mavic-Auber93    |

| N.      | Cod. | Squadra                    |
| ------- | ---- | -------------------------- |
| 71-77   | VRR  | Van Rysel-Roubaix          |
| 81-87   | MPT  | Madar Pro Cycling Team     |
| 91-97   | NST  | Novapor Speedbike Team     |
| 102-107 | XSU  | XSpeed United Continental  |
| 111-117 | NMC  | Nice Métropole Côte d'Azur |
| 121-127 | UCN  | CIC U Nantes Atlantique    |
| 131-136 | MCT  | MYVELO Pro Cycling Team    |

## Ordine d'arrivo (Top 10)
| Pos. | Corridore           | Squadra    | Tempo    |
| ---- | ------------------- | ---------- | -------- |
| 1    | Paul Lapeira        | Decathlon  | 3h56'04" |
| 2    | Pascal Eenkhoorn    | Lotto      | s.t.     |
| 3    | Brieuc Rolland      | Groupama   | s.t.     |
| 4    | Liam Slock          | Lotto      | a 7"     |
| 5    | Pierre Henry Basset | U Nantes   | s.t.     |
| 6    | Anthony Delaplace   | Arkéa      | s.t.     |
| 7    | Jean-Louis Le Ny    | Nice Métr. | s.t.     |
| 8    | Mathis Le Berre     | Arkéa      | a 19"    |
| 9    | Matis Louvel        | Arkéa      | a 2'17"  |
| 10   | Alexandre Delettre  | St Michel  | s.t.     |